# Julius Krohn
Julius Leopold Fredrik Krohn, noto anche con lo pseudonimo di Suonio (Vyborg, 1835 – Vyborg, 1888), è stato uno scrittore finlandese.
Fu autore di Novelle della luna (1889), ma è noto soprattutto per aver iniziato l'opera Kalevala (1885), poi terminata dal figlio Kaarle nel 1910.
Altri suoi figli furono la scrittrice Aino Kallas e il musicista Ilmari Krohn.